# 沿海域戦闘艦

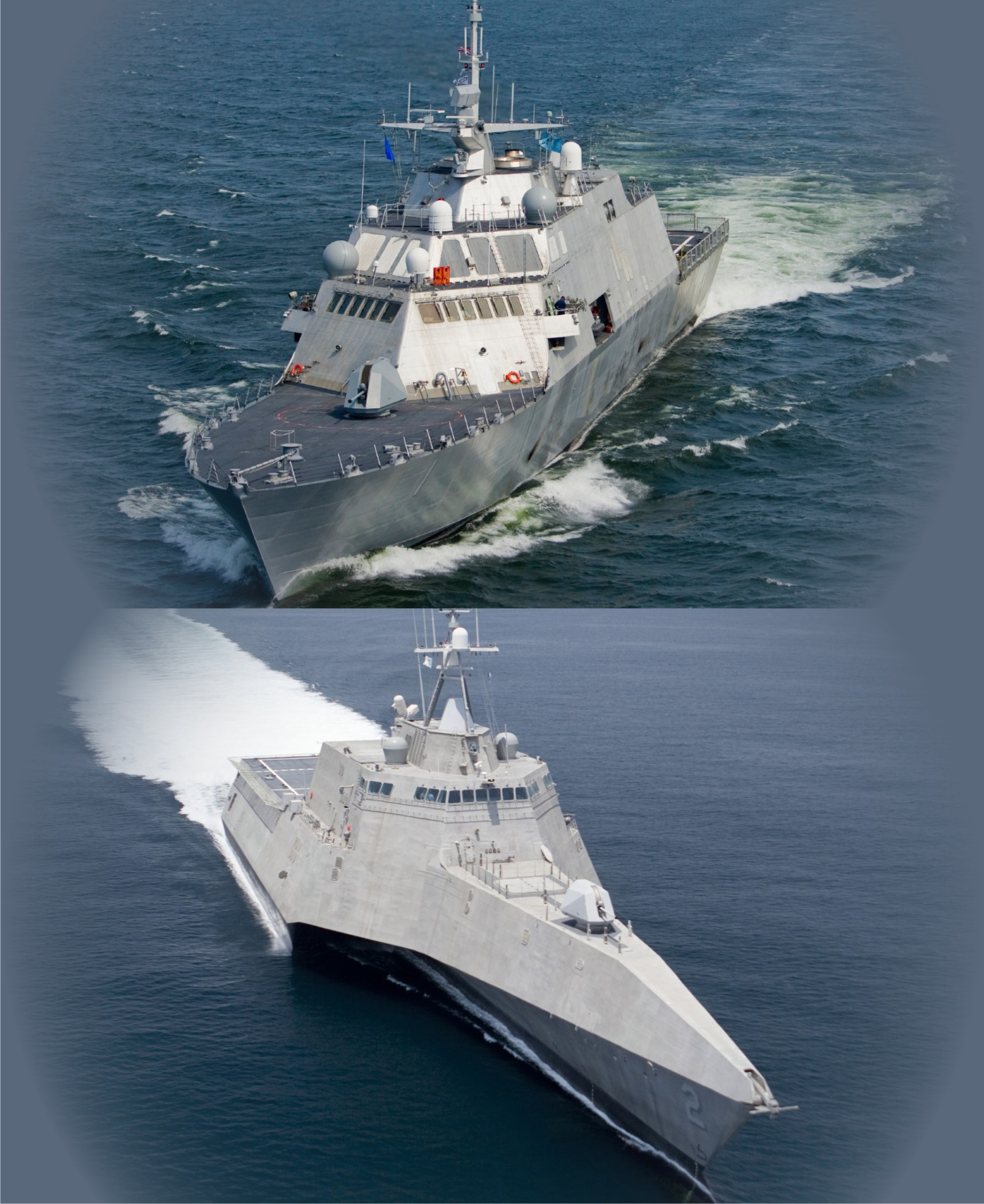
LCS-1 フリーダム（上）
LCS-2 インディペンデンス（下）

沿海域戦闘艦（えんかいいきせんとうかん、英語: Littoral combat ship, LCS）はアメリカ海軍の水上戦闘艦の種類・計画。小型・高速のステルス艦にモジュール化した装備を搭載して、適宜に交換しながら多彩な任務に対応することを目指しており、フリーダム級とインディペンデンス級の2つの艦級が並行して建造された。
しかし、搭載するためのミッション・パッケージの開発の難航、駆逐艦に迫る運用コスト、フリーダム級の推進系の欠陥による故障、インディペンデンス級の高応力部分の亀裂の発生など問題が多数発生し、建造が計画された52隻のうち32隻分で建造を打ち切ることが決定され、残りの20隻はコンステレーション級ミサイルフリゲートに変更されることになった。

## 来歴
沿海域戦闘艦のコンセプトは、1998年、当時海軍大学校（NAVWARCOL）の校長であったアーサー・セブロウスキー提督が提唱したストリート・ファイター・コンセプトに由来する。これは、同提督が提唱し、アメリカ海軍の新たな指導原理として採用されたネットワーク中心戦 (NCW)の概念に基づき、アメリカ海軍が採るべき方針について洞察するなかで見出されたもので、従来のハイ-ロー-ミックスの概念に起源を有しつつも、これを根本から覆している、きわめて大胆なコンセプトであった。スプルーアンス級駆逐艦とオリバー・ハザード・ペリー級ミサイルフリゲートに見られるような従来のハイ-ロー-ミックス・コンセプトにおいては、高戦闘力・高コストのユニットが前線に配置され、低戦闘力・低コストのユニットは後方など脅威レベルの低い区域に配置される。これに対し、ストリート・ファイター・コンセプトで建造される艦は、低コストではあるが、NCWを活用して強力な戦闘力の発揮を導き、かつ、その名のとおりに沿海域の前線で攻撃的に活用されるのである。
当時、アメリカ海軍は既に、新世代の水上戦闘艦のあるべき姿としてSC-21コンセプトを採択し、これに基づいて巡洋艦級のCG-21、駆逐艦級の DD-21の整備計画を策定中であったが、SC-21計画は2001年に突如中止され、ストリート・ファイター・コンセプトを導入しての再計画が行なわれた。これは、下記の2点について、従来のSC-21計画には重大な問題が内包されていることが判明したことによるものである。
1. 多様化する任務に単一の設計で対処するには限界がある（当該任務に不要な兵器群を全て船に携行すると費用も整備要員も膨張する）。CG-21とDD-21は同一の設計に基づくこととなっていたが、計画開始後に次々と追加される任務に対応するため、先行して計画されたDD-21は既に巡洋艦級と評されるまでに肥大化しており、なおも装備不足が指摘されており、その一方で肥大化によって沿海域での戦闘には不適となりつつあった。
2. 2000年に発生した米艦コール襲撃事件で確認されたとおり、沿海域戦闘においては、安価な武器でも、高価格・高性能な艦に近寄り、大きな損害を与えうる (Cheap Killの危険性)。従って、少数の高価格・高性能な艦に頼り、これを不用意に前線に展開することは極めて危険である。自爆ボートなどの民間擬装船は、優れたレーダーを持つ大型艦にも接近攻撃が可能で（魚雷艇の魚雷に対するジャミングもリアクションタイムが必要な事もあり）、回避力に優れた高速小型艦を量産して前方展開することが望ましい。

また冷戦終結後より、アメリカ軍は戦争以外の軍事作戦（MOOTW）のニーズ増大に直面していた。麻薬戦争では、密輸阻止を目的とした海上治安活動が行われていたが、沿岸警備隊だけでは戦力が不足しており、アメリカ海軍も支援にあたっていた。海軍は、主としてオリバー・ハザード・ペリー級、スプルーアンス級、アーレイ・バーク級を充当していたが、スプルーアンス級およびアーレイ・バーク級では重厚長大に過ぎ、一方で小型のオリバー・ハザード・ペリー級では、密輸業者が使用する高速船を追蹤するには速力不足であった。また、スプルーアンス級は2000年頃、オリバー・ハザード・ペリー級も2010年頃の退役が見込まれていたことから、代替艦の建造が必要になっていた。
このことから、SC-21計画中止後の再編成において、ミサイル巡洋艦『CG(X)』、ミサイル駆逐艦『DD(X)』との組み合わせのもと、MOOTW任務に適合する新型水上艦として、ストリート・ファイター・コンセプトをより具体化して計画されたのが、沿海域戦闘艦LCSである。

## 設計
ストリート・ファイター・コンセプトは、アメリカ海軍の次世代艦隊についての洞察から発生したものであるため、極めて急進的なものであった。すなわち、あるべき艦として提示された設計は2種類、300トン型と1,200トン型で、どちらも大型の母船または支援船の支援を必須としており、いずれもミサイル1発の被弾で行動不能になることを許容せざるを得ず、300トン型に至っては対空火力はスティンガーミサイルのみで、対ミサイル防御はソフトキルおよび低RCS性に期待するのみであった。セブロウスキー提督のチームは、ストリート・ファイター・コンセプトをLCSとして具体化するに当たり、コンセプトの骨子を保つ一方で、より在来の戦闘艦に近いものとした。
沿海域戦闘艦は、その名称が端的に表しているとおり、沿海域をその主たる戦場として想定している。沿海域戦闘艦を従来のフリゲートから隔絶したものとしているのが、ネットワーク中心戦という概念を中核としていることにある。すなわち、大射程の兵器（TWSなど）の前方展開センサーとして運用することにより、自艦装備の火器よりもはるかに強力な火力を導き、さらに、多数を建造し艦隊のネットワークの一部として組み込むことにより、Cheap Killによって艦が失われた際に艦隊の戦闘力に与える打撃を極小化することができるのである。
LCSコンセプトの特徴を列記すると、下記のようになる。
ネットワーク能力の重視
NCWコンセプトを基幹とする沿海域戦闘艦にとって、ネットワーク能力は死活的に重要な能力である。従って、オープンアーキテクチャ化され、統合されたC4Iシステムとともに、大型艦と同等のデータ・リンク装置を備えている。
センサー能力の重視
沿海域戦闘艦は沿岸において、艦隊の前方展開センサーとしての役割が期待される。このため、航空、水上または水中で活動できる各種無人機を運用し、情報収集を実施する。
また、小型艦ではあるが、2機のLAMPSヘリコプターを余裕を持って運用できる航空運用能力を有し、柔軟な任務に対応できる。
モジュール化による多任務対応
小型の艦で多様な任務に対応するため、武器システムやエレクトロニクスを標準モジュール化し、短期間で改装することで、複数の任務に使い分けることを可能にする。
また装備品が標準モジュールの組み合わせを前提としているため、計画から就役までの期間を従来の艦船より短期に行うことができると期待された。
小型・省力化・稼働率向上
小型化は、低コスト化による量産を実現するために不可欠の要素であるとともに、水深の浅い沿岸域での作戦行動をより容易とする。また、小型の艦において、強力な航空運用能力や十分な残存性を確保するため、先進的な艦型を積極的に採用する。
運用コスト削減のため、装備のトレードオフの徹底およびモジュール化によって省力化を推進する。また稼働率を向上させて艦隊レベルでの運用コストを低減できるよう、原子力潜水艦と同様にクルーは2チーム制とし、交代で船を動かすことで、洋上での連続作戦期間を延長する。
高速・高回避力かつ低探知性を備えた船体
本級が主戦場とする沿岸域は、潜在的に敵の支配下にあることが想定されており、また外洋より見通しが利かないため、高速戦闘艇や自爆ボート、沿岸砲兵（地対艦ミサイルを含む）など非対称な脅威の危険性が増大する。従って、奇襲性や生残性を確保するために、高速性・高機動性とステルス性は必須となる。
|        |            | フリーダム級          | インディペンデンス級    |
| ------ | ---------- | --------------------- | ----------------------- |
| 船体   | 基準排水量 | 2,707 t               | 2,307 t                 |
| 船体   | 満載排水量 | 3,292 t               | 3,104 t                 |
| 船体   | 全長       | 115.2 m               | 127.4 m                 |
| 船体   | 全幅       | 17.4 m                | 31.4 m                  |
| 主機   | 方式       | CODAG                 | CODAG                   |
| 主機   | 出力       | 115,400 hp            | 83,406 hp               |
| 主機   | 速力       | 45 kt                 | 40 kt                   |
| 兵装   | 砲熕       | Mk.110 57mm単装砲×1基 | Mk.110 57mm単装砲×1基   |
| 兵装   | ミサイル   | RAM 21連装発射機×1基  | SeaRAM 11連装発射機×1基 |
| 艦載機 | 艦載機     | MH-60R/S×2機          | MH-60R/S×2機            |

### ミッション・パッケージ
小さな艦型で多任務に対応する必要上、上記の通り、モジュール化を進めて任務ごとに装備内容を変更するというコンセプトが採用された。このモジュールとして開発されているのがミッション・パッケージである。パッケージは3日以内に換装可能なように要求されている。パッケージとしては、まず下記の3タイプが開発されている。

#### 対機雷戦 (MCM)
機雷掃討用のパッケージ。アメリカ海軍は2006年から2007年にかけてオスプレイ級機雷掃討艇を退役させ、残ったアヴェンジャー級掃海艦も老朽化が進んでいたことから、これは最も緊急性が高いものとみなされている。
30フィートまでの浅深度の機雷に対しては、MH-60Sヘリコプターが用いられる。センサーとしては航空機搭載レーザー機雷探知システム（ALMDS）、また機雷処分具としては航空機搭載機雷除去システム（AMNS）が搭載される。また30フィート以深の機雷に対しては、AN/AQS-20A機雷探知機を搭載したROVである遠隔操作式多目的ヴィークル（RMMV）による遠隔機雷捜索システム（RMS）が用いられる。このRMMVは、重量6トン以上、全長7.5メートルという大型のROVであるが、当初は平均故障間隔（MTBF）8時間程度と、信頼性の問題があった。その他のサブシステムにも多くの困難が経験されたとされている。

#### 対水上戦 (SuW)
艦固有の57ミリ単装砲に加えて、Mk.46 30ミリ単装機銃2基と艦対艦ミサイル（SSM）、MH-60Rから構成される。
SSMとしては、当初は将来戦闘システム（FCS）の一環として陸軍が開発していたNLOS-LSを採用する予定であったが、FCS計画自体の中止に伴って、2010年にNLOS-LSの開発も中止されてしまったことから、海軍は暫定策としてグリフィンを搭載して、2019年までにより長射程のSSMによって更新する計画としている。「コロナド」を用いて、2014年7月後半には飛行甲板の片隅に発射筒を仮設してNSMの搭載試験が、また2016年の環太平洋合同演習では艦首甲板に4連装発射筒2基を仮設してハープーンの実射試験が行われた。
2010年に「フリーダム」がカリブ海での麻薬密輸取締任務にあたっていた際には、対水上戦パッケージを基本として、SSMの代わりに居住用コンテナを設置して、沿岸警備隊員と立検隊員（VBSS）を収容した。

#### 対潜戦 (ASW)
当初は、遠隔機雷捜索システム（RMS）のROV（RMMS）が対潜捜索用ソナーを兼用する計画であったが、この場合、対潜戦の際に母艦の速力・運動性が大幅に制限されることから断念され、タレス社の2087型曳航ソナーをセンサーとして、発見した敵に対してMH-60Rを指向する方式とされた。
3つのパッケージのなかではもっとも完成度が高いとされていた。ただしソナーは後にレイセオン社のAN/SQS-62に変更されたものの、曳航体の安定性などの問題から結局開発中止となり、フリーダム級の初期建造艦の早期退役の一因となった。

## 建造
海軍から提出された要求書に対して、18件の応募があった。そのうち6件についてコンセプトスタディ契約がなされ、その中から単胴船（ロッキード・マーティン社）、SES（レイセオン社）、三胴船（ジェネラル・ダイナミクス社）の3案が選定され、予備設計が進められることになった。
その後、単胴船（モノハル）案と三胴船（トリマラン）案が選定されて、プロトタイプのフライト0がそれぞれLCS-1、LCS-2として各1隻建造され、それぞれ2008年11月、2010年1月に就役した。当初計画では、これらを比較・検討の上で最終選考を行い、競争に勝った側のフライト0がフライト1として採用されることとされていた。しかし2010年11月、計画は変更され、両クラスを並行して整備することとされた。
2010年12月29日に国防総省より発表された契約概要では、2015年までに両クラスを10隻ずつ、計20隻を整備する予定となっていた。ただし、その調達計画・調達コストに対しては批判も多く、例えば国防予算の編成に強い影響力を持つ上院軍事委員会の筆頭理事（委員長に次ぐナンバー2）であるジョン・マケイン上院議員は、その調達計画をたびたび批判している政治家の1人である。また、調達コストに関しては、フライト0となった2隻の調達コストが、当初この2隻に割り当てられていた総額4億7,200万ドルを2倍超もオーバーし、会計検査院（GAO）から批判されたこともある。このような状況・批判を受けてか、2010年12月29日に発表された契約概要では、フリーダム級を建造するロッキード・マーティン、インディペンデンス級を建造するオースタルUSAの両者と結ばれた契約は、ともに調達先企業にコスト削減のインセンティヴを与える“fixed-price incentive contract”方式での契約となっていた。
しかしその後、2010年代に入ると、中国脅威論の深刻化を含めた環境変化に対して、LCSでは対抗困難であることが指摘されるようになった。上記の経緯より、LCSはMOOTWを主眼として、空母打撃群の勢力圏内で活動するための軽装備で高速・機動性に優れた小型軽便艦として設計されていた。このため、いわゆる接近阻止・領域拒否（A2/AD）戦略のような高脅威環境下での活動には能力不足の部分が多く、しかも上記のような各種新装備のために、軽便艦の特長であるはずの低価格も損なわれていた。
このことから、2014年2月、チャック・ヘーゲル国防長官は、LCSの建造を32隻で打ち切って小型水上戦闘艦（Small Surface Combatant, SSC）の建造に移行するよう指示した。コンペティションではLCS計画で建造された2艦級を発展させた設計も俎上に載せられたが、2020年5月、イタリア海軍のカルロ・ベルガミーニ級フリゲートを発展させた設計が採択され、コンステレーション級ミサイルフリゲートとして建造されることになった。なお、LCSのうち最初に建造された4隻は、2021年度中に退役する予定である。また特にフリーダム級については、減速機のトラブルが多発していることもあり、フライト1の既就役艦8隻も2023年度で運用を終了することとなった。
| #      | 艦名                                                | タイプ               | 起工            | 進水            | 就役            | 退役           |
| ------ | --------------------------------------------------- | -------------------- | --------------- | --------------- | --------------- | -------------- |
| LCS-1  | フリーダム USS Freedom                              | フリーダム級         | 2005年 6月2日   | 2006年 9月23日  | 2008年 11月8日  | 2021年 3月31日 |
| LCS-2  | インディペンデンス USS Independence                 | インディペンデンス級 | 2006年 1月19日  | 2008年 4月26日  | 2010年 1月16日  | 2021年 7月29日 |
| LCS-3  | フォートワース USS Fort Worth                       | フリーダム級         | 2009年 7月11日  | 2010年 12月7日  | 2012年 9月22日  | 2021年 3月31日 |
| LCS-4  | コロナド USS Coronado                               | インディペンデンス級 | 2009年 12月17日 | 2012年 1月14日  | 2014年 4月5日   | 2022年 9月14日 |
| LCS-5  | ミルウォーキー USS Milwaukee                        | フリーダム級         | 2011年 10月27日 | 2013年 12月18日 | 2015年 11月21日 | 2023年 9月8日  |
| LCS-6  | ジャクソン USS Jackson                              | インディペンデンス級 | 2011年 8月1日   | 2013年 12月14日 | 2015年 12月5日  | －             |
| LCS-7  | デトロイト USS Detroit                              | フリーダム級         | 2012年 11月8日  | 2014年 10月18日 | 2016年 10月22日 | 2023年 9月29日 |
| LCS-8  | モンゴメリー USS Montgomery                         | インディペンデンス級 | 2013年 6月25日  | 2014年 8月6日   | 2016年 9月10日  | －             |
| LCS-9  | リトルロック USS Little Rock                        | フリーダム級         | 2013年 6月27日  | 2015年 7月18日  | 2017年 12月16日 | 2023年 9月29日 |
| LCS-10 | ガブリエル・ギフォーズ USS Gabrielle Giffords       | インディペンデンス級 | 2014年 4月16日  | 2015年 2月25日  | 2017年 6月10日  | －             |
| LCS-11 | スーシティ USS Sioux City                           | フリーダム級         | 2014年 2月19日  | 2016年 1月30日  | 2018年 8月22日  | 2023年 8月14日 |
| LCS-12 | オマハ USS Omaha                                    | インディペンデンス級 | 2015年 2月18日  | 2015年 11月20日 | 2018年 2月3日   | －             |
| LCS-13 | ウィチタ USS Wichita                                | フリーダム級         | 2015年 2月9日   | 2016年 9月17日  | 2019年 1月12日  | －             |
| LCS-14 | マンチェスター USS Manchester                       | インディペンデンス級 | 2015年 6月29日  | 2016年 5月12日  | 2018年 5月26日  | －             |
| LCS-15 | ビリングス USS Billings                             | フリーダム級         | 2015年 11月2日  | 2017年 7月1日   | 2019年 8月3日   | －             |
| LCS-16 | タルサ USS Tulsa                                    | インディペンデンス級 | 2016年 1月11日  | 2017年 3月16日  | 2019年 2月16日  | －             |
| LCS-17 | インディアナポリス USS Indianapolis                 | フリーダム級         | 2016年 7月18日  | 2018年 4月18日  | 2019年 10月26日 | －             |
| LCS-18 | チャールストン USS Charleston                       | インディペンデンス級 | 2016年 6月28日  | 2017年 9月14日  | 2019年 3月2日   | －             |
| LCS-19 | セントルイス USS St. Louis                          | フリーダム級         | 2017年 5月17日  | 2018年 12月15日 | 2020年 8月8日   | －             |
| LCS-20 | シンシナティ USS Cincinnati                         | インディペンデンス級 | 2017年 4月10日  | 2018年 5月22日  | 2019年 10月5日  | －             |
| LCS-21 | ミネアポリス・セントポール USS Minneapolis/St. Paul | フリーダム級         | 2018年 2月22日  | 2019年 6月15日  | 2022年 5月21日  | －             |
| LCS-22 | カンザスシティ USS Kansas City                      | インディペンデンス級 | 2017年 11月15日 | 2018年 10月19日 | 2020年 6月20日  | －             |
| LCS-23 | クーパーズタウン USS Cooperstown                    | フリーダム級         | 2018年 8月14日  | 2020年 1月19日  | 2023年 5月6日   | －             |
| LCS-24 | オークランド USS Oakland                            | インディペンデンス級 | 2018年 7月20日  | 2019年 7月21日  | 2021年 4月17日  | －             |
| LCS-25 | マリネット USS Marinette                            | フリーダム級         | 2019年 3月27日  | 2020年 10月31日 | 2023年 9月16日  | －             |
| LCS-26 | モービル USS Mobile                                 | インディペンデンス級 | 2018年 12月14日 | 2020年 1月11日  | 2021年 5月22日  | －             |
| LCS-27 | ナンタケット USS Nantucket                          | フリーダム級         | 2019年 10月9日  | 2021年 8月7日   | 2024年 11月16日 | －             |
| LCS-28 | サバンナ USS Savannah                               | インディペンデンス級 | 2019年 9月20日  | 2020年 9月8日   | 2022年 2月5日   | －             |
| LCS-29 | ベロイト USS Beloit                                 | フリーダム級         | 2020年 7月22日  | 2022年 5月7日   |                 | －             |
| LCS-30 | キャンベラ USS Canberra                             | インディペンデンス級 | 2020年 3月10日  | 2021年 3月30日  | 2023年 7月22日  | －             |
| LCS-31 | クリーブランド USS Cleveland                        | フリーダム級         | 2021年 6月16日  | 2023年 4月15日  |                 | －             |
| LCS-32 | サンタバーバラ USS Santa Barbara                    | インディペンデンス級 | 2020年 10月27日 | 2021年 11月12日 | 2023年 4月1日   | －             |
| LCS-34 | オーガスタ USS Augusta                              | インディペンデンス級 | 2021年 7月30日  | 2022年 5月23日  | 2023年 9月30日  | －             |
| LCS-36 | キングスビル USS Kingsville                         | インディペンデンス級 | 2022年 2月23日  | 2023年 3月23日  | 2024年 8月24日  | －             |
| LCS-38 | ピエール USS Pierre                                 | インディペンデンス級 | 2023年 6月16日  | 2024年 8月5日   |                 | －             |